# أنور هاشم
أنور هاشم مخرج سينمائي سوداني (1949 - 18 مايو 2012)

## دراسته
- يُعتبر من الرعيل الأول الذي درس الفنون السينمائية، في السودان،بعد إبراهيم شداد وعبد الحليم مصطفى.[2]
- درس الإخراج السينمائي في مصر وتخرج في عام 1971

## أعماله
- أخرج أول أفلامه شروق عام 1973.[3]
- توالت أفلامه فبلغت 64 فلما سينمائيا ما بين الروائي والقصير والتسجيلي أو الوثائقي.

أنور هاشم وسمية الألفي وصلاح بن البادية عام 1983 فلم رحلة عيون

- كان أشهرها عام 1983 فلم رحلة عيون بطولة صلاح ابن البادية و محمود المليجي و سمية الألفي

- فيلم سنوات الصبر، موضوعه حرب الخليج 2003 .
- فيلم الكلاب البيضاء والذي عرض في مهرجان-Leipzig- لايبزغ 1974 بألمانيا.

### الأفلام التسجيلية
نذكر منها فيلم
- الزّار والكلاب البيضاء [3]
- وادي الملوك [3]
- الفخار [3]
- فلسطين حبيبتي [3]

### المسرح
له عدد من المسرحيات منها:
- مسرحية حول المحكمة الجنائية الدولية قرابة أولاد رضينا
- الكاميرا الخفية 2000م [3]
- بيوت الله
- ألعابنا الحلوة

كما شارك في فوازير رمضان في البلاد العربية..

## التكريم والجوائز
- نال فيلم وادي الملوك الجائزة الذهبية في مهرجان الإسماعيلية للأفلام التسجيلية 1982.
- تم تكريمه في بغداد والذي شارك فيه بفلم وعد.[1]

## مناصب تقلدها
- رئيس اتحاد السينمائيين
- شارك في تحكيم عدة مهرجانات سينمائية : الإسماعيلية • دبي • دمشق • [4]

## وصلات خارجية
- السينما